# Gunjetina
Gunjetina (cyr. Гуњетина) – wieś w Serbii, w okręgu jablanickim, w gminie Vlasotince. W 2011 roku liczyła 54 mieszkańców.